# Poisk (コンピュータ)

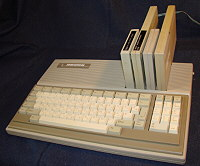
Poisk

Poisk (ロシア語: Поиск)は、ソヴィエト時代のウクライナ・ソビエト社会主義共和国のキエフにあったKPO Electronmashによって作られたIBM PC互換コンピュータである。
Intel 8088のクローンであるK1810VM88マイクロプロセッサを搭載していた。
1987年から開発され、1989年に発表された。Poiskはソヴィエト連邦で最も一般的なIBM PC互換機であった。
基本バージョンは、プリンター、マウス、あるいはその他のデバイスを接続するためのパラレルポートとシリアルポートを欠いていた。プリンターやマウスは、拡張モジュールを購入することによってのみ接続することができた 。
Poiskは完全なIBM PC互換ではなかった。その性能はIBM PC XT（1983年発売）の後塵を拝していた。
Poiskは、ソヴィエト連邦崩壊直後の1991年に大量生産に移行した。1990年代初頭の生産数は、年間数万台に達した。